# Ilija Argirov
Ilija Argirov (in bulgaro Илия Аргиров?; Sandanski, 19 marzo 1931 – Sofia, 17 novembre 2012) è stato un cantante bulgaro di musica popolare della regione di Macedonia Pirin.

## Biografia
Ilija Argirov sale sulla scena professionale all'età di 19 anni durante il servizio militare, quando entra nel gruppo di danze e canzoni popolari dell'esercito bulgaro.
Nel 1950 entra nell'Ensemble di canti macedoni Goce Delčev.
Dal 1959 è cantante solista dell'Ensemble statale di canzoni e danze popolari Pirin a Blagoevgrad, dove rimane fino al 1994, e con il quale partecipa in numerosi concerti in più di 50 paesi in tutto il mondo.
In 50 anni di attività Ilija Argirov ha registrato in studio più di 200 canzoni, ha pubblicato 7 album e ha partecipato a numerose compilation di musica popolare bulgara.
È scomparso nel 2012 all'età di 80 anni dopo una breve malattia.

## Discografia

### Album solista
- 1969 – Canzoni popolari cantati da Ilija Argirov / Hародни песни в изпълнение на Илия Аргиров (pubblicato da Balkanton BHA 1151) LP
- 1978 – Ilija Argirov / Илия Аргиров (pubblicato da Balkanton)
- 1981 – 30 anni con le canzoni di Iliya Argirov / 30 години с песните на Илия Аргиров (pubblicato da Balkanton BHA 10776) LP
- 1985 – Ilija Argirov / Илия Аргиров (pubblicato da Balkanton BNA 11632) LP
- 1994 – Oj, Devojče / Ой, девойче (Pubblicato da Star Records) LP
- 1995 – Io canto per te, Madre / За тебе пея майко (Pubblicato da Bofirov Music) LP
- 2009 – Le mie canzoni /My songs / Моите песни (Pubblicato da Double D Music) LP
- 2014 – Bulgarian folklore songs 2 / Български фолклорни песни 2 (pubblicato da Balkanton) LP

### Partecipazioni
- 1962 – Canzoni popolari (Raccolta) / Народни песни (Сборник) (pubblicato da Balkanton BNA 444) LP
- 1971 - Ensemble “Pirin” / Aнсамбъл Пирин (pubblicato da Balkanton BHA 1321) LP
- 1975 – Canzoni popolari di Pirin / Пирински народни песни (pubblicato da Balkanton) LP
- 1979 - Ensemble “Pirin” – Viva come la Madre Terra / Жива като земята (pubblicato da Balkanton BHA 10352) LP
- 1979 - Ensemble “Pirin” – Voci della Pirin / Гласове от Пирина (pubblicato da Balkanton BHA 10353) LP
- 1979 - Ensemble “Pirin” – Dalle fonti puri / От чистите извори (pubblicato da Balkanton BHA 10351) LP
- 1984 - Ensemble “Pirin” – Eulogia / Eology / Възпев (pubblicato da Balkanton BHA 11394) LP
- 1987 - Ensemble “Pirin” – Con le canzoni di Kiril Stefanov / С песните на Кирил Стефанов (pubblicato da Balkanton BHA 11978/79) LP
- 2004 – Le voci della Bulgaria 2ª Parte / Гласовете на България - 2 част (Pubblicato da Stefkos Music) LP
- 2005 – Il patrimonio folk Bulgaro / Българско фолклорно наследство (Pubblicato da Gega New) LP
- 2007 – I migliori canzoni Macedoni della Bulgaria / Най-добрите македонски песни на България (Pubblicato da Star Records) LP

### Come ospite
- 1982 - Kosta Kolev - Canzoni e danze popolari / Коста Колев - Народни песни и хора (pubblicato da Balkanton BHA 10822) LP
- 1986 - Aleksandăr Kokareškov – Pirin folk songs / Александър Кокарешков - Пирински песни (pubblicato da Balkanton BHA 11786/7) LP
- 1986 - Stefan Kănev - Canti e danze popolari preferiti / Стефан Кънев - Любими народни песни и хора  (pubblicato da Balkanton) LP
- 1999 - Macedonian Folk Tunes / Македонски фолклорни напеви – Album condiviso con Liyuben & Vessela Bojkovi (Pubblicato da Unison) LP
- 2009 – Le canzoni di mio padre / The songs of my father / Песните на Баща ми – Ospite nell'album di Dimităr Argirov (Pubblicato da Double D Music) LP